# Jean Back
Jean Back (Dudelange, 5 dicembre 1953) è uno scrittore lussemburghese.
Dopo l'università ad Esch-Alzette, Back è diventato un funzionario pubblico, prima al Ministero del Lavoro e poi a quello della Cultura. Dal 1989 è il responsabile del Centre National de l'Audiovisuel di Dudelange. Nel 1990 ha organizzato la mostra fotografica, Lieux et Portraits du Bassin minier. Nel 2003 fa il suo esordio nella letteratura con Wollekestol, un tributo alla sua città e all'industria dell'acciaio. Con Amateur vince nel 2010 il Premio letterario dell'Unione europea. Jean Back scrive sia in lussemburghese che in tedesco.

## Opere
- Wollekestol, Editions Ultimomondo, 2003, ISBN 2-919933-13-2
- Mon amour schwein, Editions Ultimomondo, 2007, ISBN 978-2-919933-34-1
- Amateur, Editions Ultimomondo, 2009, ISBN 978-2-919933-54-9
- Wéi Dag an Nuecht, Erzielungen, Editions Ultimomondo, 2012, ISBN 978-2-919933-77-8
- Karamell, Erzielung, Editions Ultimomondo, 2014, ISBN 978-2-919933-98-3
- Zalto mortale - Dräi Monologen, Editions Kremart, 2015, ISBN 978-99959-39-41-0
- Trakl Blues, Editions Kanephora Kremart, 2017, mat DVD vum Film Die junge Magd (1978) ISBN 978-99959-39-44-1